# Belvedere (banda)
Belvedere é uma banda de punk rock originária de Calgary, e Edmonton no Canadá, formada em 1995.

## Discografia
- The Red Tape (1997)
- Because No One Stopped Us (1998)
- Angels Live in My Town (2000)
- Split Reset, Predial, Flatcat, Belvedere - Four Lessons to Drive (2000)
- 'Twas Hell Said Former Child (2002)
- Split Belvedere & Downway - The Hometown Advantage (2003)
- Fast Forward Eats the Tape (2004)
- The Revenge of The Fifth (2016)
- Hindsight is the sixth sense (2021)

## Integrantes

### Integrantes atuais
- Steve Rawles - vocal principal e guitarra
- Scott Marshal - vocal e guitarra
- Jason Synclair - baixo e vocal
- Graham Churchill - bateria

### Integrantes antigos
- Brock – baixo (1995)
- Tim Harley – baixo (1995-1998)
- Dan Hrynuik – bateria(1995-1998)
- Scott Marshall – segunda guitarra (1998-2005 2011-2019)
- Jay Hollywood – bateria (1998-2003)
- Jason Sinclair – baixo (1998-2005 2011-2019)
- Graham Churchill – bateria (2003-2005)